# Hans Weckel
Hans-Georg Weckel (* 30. August 1926 in Mohrungen; † 24. Dezember 2003) war ein deutscher Sportfunktionär und Hochschullehrer.

## Leben
Weckel nahm als Soldat in den Jahren 1944 und 1945 in Westpreußen und im Harz am Zweiten Weltkrieg teil. Er geriet in amerikanische Kriegsgefangenschaft, nach der Auslieferung an Frankreich wurde er in den Vogesen als Waldarbeiter eingesetzt. Weckel flüchtete aus Frankreich und kehrte zu seinen Eltern zurück, die in Hasselfelde im Harz lebten.
Er durchlief die Ausbildung zum Neulehrer, später studierte er in Halle Körpererziehung, 1954 bestand er das Staatsexamen. Weckel, der als Mitglied der HSG Uni Jena unter anderem Lauf- und Nordischen Skisport sowie Militärischen Mehrkampf betrieb und bei dem Verein als Übungsleiter tätig war, trat in den Hochschuldienst ein, war an der Friedrich-Schiller-Universität Jena als Sportlehrer unter anderem für die Ausbildung im Schwimm-, Ski- und Wasserfahrsport zuständig. 1966 schloss er seine Doktorarbeit zum Thema Anfängerschwimmunterricht in der Unterstufe: Untersuchungen zur Methodik und Leistungsentwicklung ab. An der Hochschule war Weckel zwischen 1972 und 1991 Leiter der Sektion Schwimmsport. Von 1968 bis 1972 war er in der Sektion Sportwissenschaft der Friedrich-Schiller-Universität Jena stellvertretender Direktor für Erziehung und Ausbildung. In mehreren Aufsätzen, die in den Fachzeitschriften Theorie und Praxis der Körperkultur und Körpererziehung erschienen, stellte Weckel seine Erkenntnisse in der Schwimmsportausbildung dar. Ihm wurde zugeschrieben, „in Thüringen und insbesondere in Jena nachhaltig im Sport und für die Sportwissenschaft gewirkt“ zu haben.
Weckel war ab 1963 bei Wettkämpfen des Deutschen Schwimmsport-Verbands der DDR (DSSV) und ab 1975 auch bei internationalen Schwimmsportveranstaltungen als Kampfrichter im Einsatz. Nach dem Ende der Deutschen Demokratischen Republik war Weckel 1990 als Gründungsmitglied und nachfolgend als stellvertretender Vorsitzender am Aufbau des Thüringer Schwimm-Verbandes beteiligt. Als Trainer betreute er in Jena zu Beginn der 1990er Jahre Christian Geßner, der unter Weckels Leitung deutscher Hochschulmeister wurde.